# Pteris caudiformis
Pteris caudiformis là một loài dương xỉ trong họ Pteridaceae. Loài này được Moritz mô tả khoa học đầu tiên năm 1844.
Danh pháp khoa học của loài này chưa được làm sáng tỏ. 